# アメリカ合衆国国防次官

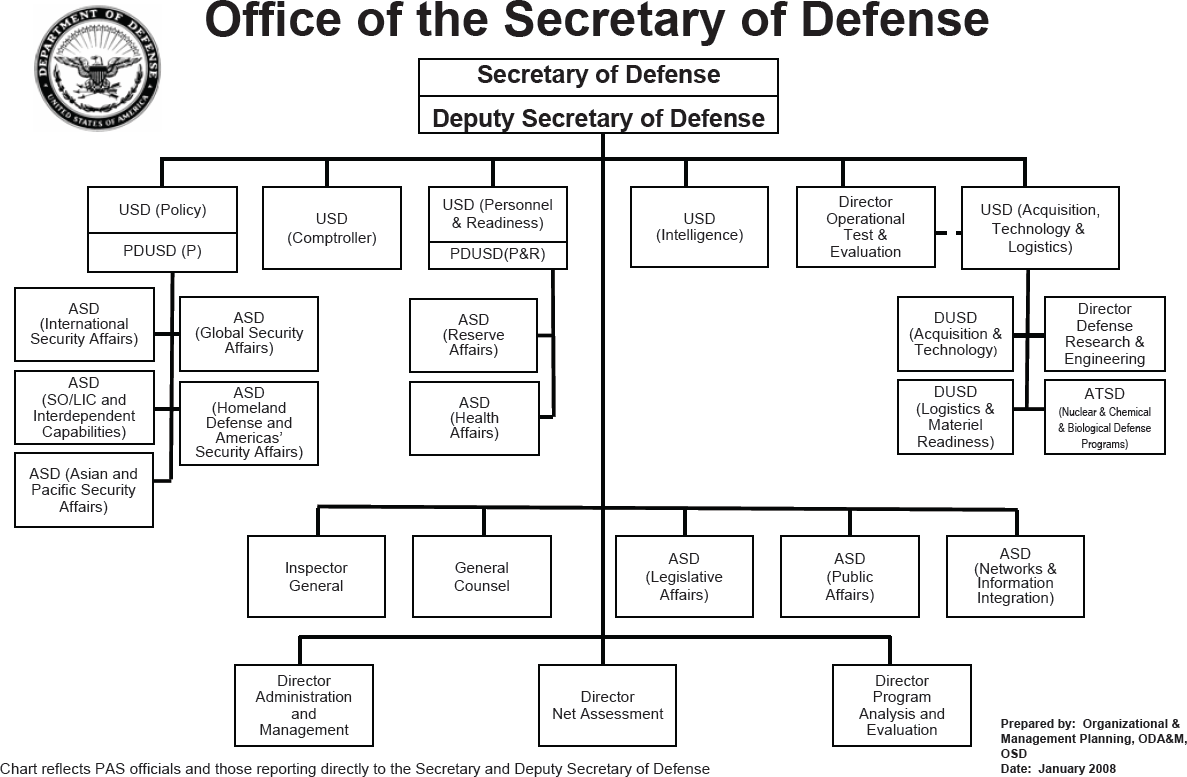
2008年時点の組織図

アメリカ合衆国国防次官（あめりかがっしゅうこくこくぼうじかん　Under Secretary of Defense）は、アメリカ合衆国国防総省における幹部役職。国防長官府内の役職であり、各担当ごとに6名が置かれている。

## 概要
国防次官は、国防長官の監督を受けて、業務を遂行する。
国防次官には、各担当ごとに以下の6名が置かれる。
- 調査及び技術担当国防次官(The Under Secretary of Defense for Research and Engineering)[2]
- 取得及び維持担当国防次官(The Under Secretary of Defense for Acquisition and Sustainment)[3]
- 政策担当国防次官(The Under Secretary of Defense for Policy)[4]
- 国防次官（会計監査）(The Under Secretary of Defense (Comptroller))[5]
- 人事及び即応体制担当国防次官(The Under Secretary of Defense for Personnel and Readiness)[6]
- 情報及び安全保障担当国防次官(The Under Secretary of Defense for Intelligence and Security)[7]

国防次官は、文民であり、大統領の指名及び上院の助言と承認を得て、任命される。軍将校は退役後、7年間は任命がなされない。